# 15133 Sullivan
A 15133 Sullivan (ideiglenes jelöléssel 2000 EB91) a Naprendszer kisbolygóövében található aszteroida. A LINEAR projekt keretében fedezték fel 2000. március 9-én.